# Jovan Kostovski
Jovan Kostovski (Macedonisch: Јован Костовски) (Skopje, 19 april 1987) is een Macedonisch voetballer. Hij is een aanvaller en speelde van augustus 2013 tot juli 2019 voor Oud-Heverlee Leuven.

## Carrière
Jovan Kostovski maakte in het seizoen 2004/05 zijn debuut voor de Macedonische topclub Vardar Skopje. Aanvankelijk kwam hij er amper van de bank, waardoor hij in het seizoen 2005/06 werd uitgeleend aan tweedeklasser Cementarnica Skopje. Bij die club wist hij vier keer te scoren in twaalf duels.
Nadien keerde Kostovski terug naar Vardar, waar hij ditmaal meer speelkansen kreeg en de beker veroverde, maar nog steeds geen titularis was. Pas in het seizoen 2007/08 brak de spits volledig door. Hij scoorde dat seizoen 10 keer in 20 wedstrijden.
In de zomer van 2008 vertrok de spits naar het Griekse OFI Kreta. De Macedoniër kwam er niet vaak aan spelen toe en zag hoe de club naar de tweede divisie zakte. Na de degradatie keerde Kostovski terug naar zijn vaderland.
In 2010 speelde hij enkele maanden voor Metalurg Skopje, alvorens in juli een contract te tekenen voor twee seizoenen bij de Turkse tweedeklasser Orduspor. De stevige aanvaller speelde er regelmatig en was goed voor in totaal zes doelpunten. In mei 2011 dwong Orduspor via play-offs, waarin Kostovski één keer scoorde, de promotie naar de Süper Lig af.
Na de promotie van Orduspor haalde zijn ex-club Vardar hem terug naar Macedonië. Kostovski veroverde er in 2012 zijn eerste landstitel. Een jaar later werd hij topschutter in de Prva Liga en werd Vardar voor het tweede jaar op rij kampioen.
In augustus 2013 tekende hij contract bij Oud-Heverlee Leuven. Hiervoor speelde hij alles samen 135 matchen en maakte 35 doelpunten voor de Leuvenaars. In juli 2019 maakte hij de overstap naar Ethnikos Achna.

## Statistieken
| Seizoen | Club                | Competitie         | Wed. | Goals |
| ------- | ------------------- | ------------------ | ---- | ----- |
| 2004/05 | Vardar Skopje       | Prva Liga          | 3    | 0     |
| 2005/06 | Vardar Skopje       | Prva Liga          | 4    | 0     |
| 2005/06 | Cementarnica Skopje | Vtora Liga         | 12   | 4     |
| 2006/07 | Vardar Skopje       | Prva Liga          | 11   | 2     |
| 2007/08 | Vardar Skopje       | Prva Liga          | 20   | 10    |
| 2008/09 | OFI Kreta           | Super League       | 16   | 2     |
| 2009/10 | Metalurg Skopje     | Prva Liga          | 12   | 0     |
| 2010/11 | Orduspor            | TFF 1. Lig         | 31   | 6     |
| 2011/12 | Vardar Skopje       | Prva Liga          | 15   | 1     |
| 2012/13 | Vardar Skopje       | Prva Liga          | 30   | 22    |
| 2013/14 | Vardar Skopje       | Prva Liga          | 2    | 4     |
| 2013/14 | Oud-Heverlee Leuven | Jupiler Pro League | 17   | 4     |
| 2014/15 | Oud-Heverlee Leuven | Tweede klasse      | 35   | 13    |
| 2015/16 | Oud-Heverlee Leuven | Jupiler Pro League | 15   | 6     |
| 2016/17 | Oud-Heverlee Leuven | Proximus League    | 28   | 8     |
| 2017/18 | Oud-Heverlee Leuven | Proximus League    | 16   | 4     |
| 2018/19 | Oud-Heverlee Leuven | Proximus League    | 5    | 0     |
| TOTAAL  | TOTAAL              | TOTAAL             | 272  | 86    |

## Erelijst
| Nationaal               |    |            |
| Macedonisch kampioen    | 2× | 2012, 2013 |
| Beker van Macedonië     | 1× | 2007       |
| Individueel             |    |            |
| Macedonisch topschutter | 1× | 2013       |

## Nationale ploeg
Kostovski speelde voor de nationale jeugdelftallen van Macedonië en mocht in 2012 zijn debuut maken bij de nationale ploeg van Macedonië. Op 14 december 2012 mocht hij van bondscoach Čedomir Janevski in de basis starten in een interland tegen Polen. Macedonië verloor met 4-1.
Op 14 augustus 2013 speelde hij zijn tweede interland. Hij mocht toen tegen Bulgarije na 59 minuten invallen voor Adis Jahović. Macedonië won het duel met 2-0.